# Demăcușa
Demăcușa – wieś w Rumunii, w okręgu Suczawa, w gminie Mołdawica. W 2011 roku liczyła 992 mieszkańców. 